# پاریس (انتاریو)
پاریس (به انگلیسی: Paris) یک منطقهٔ مسکونی در کانادا است که در شهرستان برانت واقع شده‌است. پاریس ۱۴٫۳۵ کیلومتر مربع مساحت و ۱۲٬۴۰۱ نفر جمعیت دارد.